# کیم سونگ-ایل
کیم سونگ-ایل (انگلیسی: Kim Seong-il; ۱ ژانویهٔ ۱۵۳۸ – ۱ ژانویهٔ ۱۵۹۳) سیاستمدار اهل پادشاهی چوسان بود. او عضو حزب شرقی دربار چوسان به حساب می‌آمد. وی به همراه هو سونگ و هونگ یون-گیل در سال ۱۵۹۰ به عنوان فرستاده در هیئتی به نام «تونگ سینسا» عازم ژاپن شده و با تویوتومی هیده‌یوشی نایب‌السلطنه ژاپن دیدار کرد. او به خاطر بیماری در خلال جنگ ایمجین درگذشت.

## مأموریت در ژاپن
در سال ۱۵۸۸، تویوتومی هیده‌یوشی (نایب‌السلطنه ژاپن) دایمیو سو یوشیتوشی را در صدر مأموریتی دیپلماتیک به دربار پادشاهی چوسان فرستاد. سو نامه ای با خود حمل می‌کرد که در آن به پادشاه کره (سئون‌جو) از قصد تویوتومی هیده‌یوشی برای حمله به کشور چین (دودمان مینگ) و گذراندن ارتش‌هایش از کره در مسیر رسیدن به چین خبر داده شده بود.
مقامات پادشاهی چوسان تصمیم گرفته بودند تا ژاپن را با برقراری روابط دیپلماتیک وارد سیستم خراجگزاری چینی کنند. کیم سونگ ایل به عنوان معاون سفیر انتخاب شد. او را هونگ یون-گیل از حزب غربی به عنوان سفیر و همکاری از حزب شرقی به نام هو سونگ به عنوان منشی نگارنده همراهی می‌کردند.
هیئت اعزامی در اوت سال ۱۵۹۰ به کیوتو رسیدند. تویوتومی هیده‌یوشی سفرا را تا ماه دسامبر به حضور نپذیرفت زیرا درگیر محاصره اوداوارا بود. این ملاقات رسمی انطباقی با رویه‌های دیپلماتیکی کره یا چین نداشت؛ در ضیافت مورد انتظار اهمال صورت گرفت، و تویوتومی هیده‌یوشی پسر یک ساله خود (تویوتومی تسوروماتسو) را در هنگام اقدامات جاری به سالن آورده بود. کیم این موارد را توهین‌آمیز در نظر گرفت و در هنگام حضور تویوتومی هیده‌یوشی در مجلس از جای خود برنخواست زیرا او یک نایب‌السلطنه بود نه یک پادشاه یا یک امپراتور.
تویوتومی هیده‌یوشی معتقد بود که سفرا حامل یک مأموریت خراج‌گذاری برای ادای قسم وفاداری سئول به ژاپن هستند. او به فرستادگان نامه‌ای با مضمون تشکر از پادشاه سئون‌جو برای تسلیم به ژاپن داد و خواست که از ارتش کره در زمانی که تویوتومی هیده‌یوشی لازم می‌داند، برای حمله به چین استفاده کند. سفرا که تنها قصدشان این بود که ژاپن نیز به مانند کره یک دولت خراج‌گذار چین شود، به این نامه اعتراض کردند. تویوتومی هیده‌یوشی مجبور شد تا عبارت تسلیم شدن به دربار ژاپن را حذف کند اما باقی نامه بدون تغییر باقی ماند.

## بازگشت به کره
کیم معتقد بود که اهداف تویوتومی هیده‌یوشی در مورد کره صلح‌آمیز خواهد بود و از این روی بعد از بازگشت از ژاپن در سال ۱۵۹۱، او از این ایده پشتیبانی کرد که پادشاه سئون‌جو نبایست اقدامات احتیاطی در برابر یک حمله از جانب ژاپن را اتخاذ کند. هونگ یون-گیل از حزب غربی بر این باور بود که تویوتومی هیده‌یوشی تهدیدی برای امنیت ملی کره می‌باشد. در آن زمان حزب غربی دربار را کنترل می‌کرد و هیچ نوعی از آماده‌سازی‌های دفاعی را آغاز ننمودند. هر کسی که از سرمایه‌گذاری در زیر ساخت‌های نظامی طرفداری می‌کرد، در نزد وزرای شرقی حاکم به چشم یکی از حامیان حزب غربی و یک دشمن نگریسته می‌شد. در نتیجه کار اندکی برای آماده‌سازی در برابر یک حمله متحمل ژاپنی‌ها صورت گرفت.

## جنگ ایمجین
از سال ۱۵۹۱ میلادی، دربار پادشاهی چوسان به این نکته پی برد که تویوتومی هیده‌یوشی قصد حمله به کره را دارد. وزیر چپ یو سونگ ریونگ از حزب شرقی جدا شده و اجازه پیاده‌سازی برخی از آماده‌سازی‌های دفاعی را داد. او همچنین اقدام به انتصاب فرماندهان جدید نظامی کرد. کیم سونگ ایل به سمت فرمانده ارتش راست کیونگ سانگ، که مسئولیت حفاظت از منطقه استان جئونسانگنام را بر عهده داشت منصوب شد. این منطقه نزدیکترین ناحیه به ژاپنی‌هایی بود که شهر بندری استراتژیک بوسان را در اختیار داشتند. او هیچ تجربه نظامی قبلی نداشت. کیم در آن زمان با انتصاب یی سون شین به سمت فرمانده نیروی دریایی چپ جولا مخالفت کرد.
در سال ۱۵۹۲، تویوتومی هیده‌یوشی به کره حمله کرد، نیروهای وی در بوسان پیاده شده و به سرعت به سمت شمال پیش روی نمودند. دربار پادشاهی چوسان کیم سونگ ایل را به خاطر موضع قبلیش مبنی بر عدم حمله تویوتومی هیده‌یوشی مورد نکوهش قرار دادند. او به خاطر تهیه یک گزارش غلط برای پادشاه که گناهی دارای اهمیت حیاتی بود دستگیر شد. یو سونگ ریونگ پا در میانی کرده و او را آزاد کرد.
کیم سونگ ایل به بیماری طاعون مبتلا گشته و در سال ۱۵۹۳ درگذشت. جنگ ایمجین تا سال ۱۵۹۸ ادامه یافت.